# Bryan Gunn
Bryan James Gunn (* 22. Dezember 1963 in Thurso) ist ein ehemaliger schottischer Fußballspieler und Trainer, der in beiden Funktionen für den englischen Verein Norwich City aktiv war.

## Spielerlaufbahn

### FC Aberdeen (1980–1986)
Bryan Gunn begann seine Karriere beim von Alex Ferguson trainierten schottischen Erstligisten FC Aberdeen. Zwischen 1980 und 1986 kam er jedoch nicht über eine Reservistenrolle hinter dem Stammtorhüter Jim Leighton hinaus. Mit Aberdeen gewann er den Europapokal der Pokalsieger 1982/83 durch ein 2:1 nach Verlängerung gegen Real Madrid, blieb im Finale jedoch ohne Einsatz. 1984 und 1985 sicherte er sich mit seiner Mannschaft den Titel in der schottischen Meisterschaft. Im Oktober 1986 wechselte er für £100.000 zum englischen Erstligisten Norwich City.

### Norwich City (1986–1998)
In Norwich ersetzte er den englischen Nationaltorhüter Chris Woods, der zu den Glasgow Rangers gewechselt war. Der von Ken Brown trainierte Aufsteiger erreichte in der Football League First Division 1986/87 einen guten fünften Tabellenplatz. Eine weitere Steigerung in der Liga erfolgte zwei Jahre später unter dem neuen Trainer Dave Stringer in der Saison 1988/89 als Tabellenvierter. Nach drei Jahren mit abnehmenden Leistungen in der Liga erreichte das von Mike Walker trainierte Team in der neu gegründeten Premier League 1992/93 überraschend den dritten Tabellenrang und damit die beste Ligaplatzierung der Vereinsgeschichte. Durch dieses Platzierung qualifizierte sich Norwich für den UEFA-Pokal 1993/94 und erreichte nach Erfolgen über Vitesse Arnheim (3:0 und 0:0) und den FC Bayern München (2:1 und 1:1) die dritte Runde. Dort erfolgte gegen den späteren Titelträger Inter Mailand mit zwei 0:1-Niederlagen das Aus. Speziell den Erfolg über den FC Bayern verdankte die Mannschaft zu einem wesentlichen Teil dem gut aufgelegten Torhüter Bryan Gunn. Ein Jahr später stieg der in dieser Spielzeit längere Zeit verletzte Gunn in der Premier League 1994/95 erstmals mit seiner Mannschaft aus der ersten Liga ab.

### Hibernian Edinburgh
Nach zwei Jahren in der zweiten Liga, verlor er in der Saison 1997/98 seine Stammplatz an Andy Marshall und wechselte im Februar 1998 zunächst auf Leihbasis zu Hibernian Edinburgh. Mit dem schottischen Erstligisten stieg er am Saisonende als Tabellenletzter aus der ersten Liga ab. Im Sommer 1998 erwarb der Verein schließlich auch die Transferrechte an Gunn, der sich jedoch zu Saisonbeginn verletzte und im Verlauf der Spielzeit seine Karriere vorzeitig beendete.

### Schottische Nationalmannschaft (1990–1994)
Bryan Gunn debütierte am 16. Mai 1990 bei einer 1:3-Niederlage gegen Ägypten in der schottischen Nationalmannschaft und nahm daraufhin mit Schottland an der Fußball-Weltmeisterschaft 1990 in Italien teil. Gunn blieb jedoch ohne Einsatz und schied mit seiner Mannschaft bereits nach der Vorrunde aus. Sein sechstes und letztes Länderspiel absolvierte er am 27. Mai 1994 gegen die Niederlande.

## Trainerlaufbahn
Nachdem er zuvor in verschiedenen Funktionen für Norwich City aktiv gewesen war, übernahm er am 16. Januar 2009 interimsweise als Nachfolger von Glenn Roeder den Trainerposten beim Zweitligisten und gewann sein Auftaktspiel mit 4:0 gegen den FC Barnsley. Am 21. Januar wurde er daraufhin als neuer Cheftrainer vorgestellt. Die Leistungen der Mannschaft verschlechterten sich jedoch in den folgenden Monaten und führten zum Abstieg aus der Football League Championship 2008/09.
Norwich verlor die Auftaktpartie in der Football League One 2009/10 mit 1:7 gegen Colchester United, was am 14. August 2009 zur Entlassung von Bryan Gunn führte.

## Sonstiges
Sein Sohn Angus (* 1996) ist ebenfalls Fußballtorhüter.